# Cypricercus horridus
Cypricercus horridus är en kräftdjursart som beskrevs av Sars 1926. Cypricercus horridus ingår i släktet Cypricercus och familjen Cyprididae. Inga underarter finns listade i Catalogue of Life.